# Schloss Platen
Das Schloss Platen war ein neugotisches Schlossgebäude in Charwatynia im Powiat Wejherowski (Kreis Neustadt) im historischen Westpreußen. Heute erinnert der Straßenname ulica Zamkowa an das Schloss.

## Gutsgeschichte
Die Kamlau'schen Güter wurden von Hochmeister Winrich von Kniprode 1354 an die Brüder Tannewitz gegeben. Danach waren die von Hutten Besitzer, die zur polnischen Zeit ihren Namen in Czapsky polonisierten. Weil Johann Georg von Czapsy Protestant war, auch Stanisław Leszczyński unterstützte und möglicherweise sogar Schweden, sollten seine Güter eingezogen werden. Er verpfändete die Güter 1725 an die Rybinski, von denen der Besitz an die von Pebentow gelangte. Bis 1801 waren die Zabroskritzki Besitzer, dann ab 1830 Landrat Platen. Dieser ließ auf einer Anhöhe im Tal der Rheda nahe der Steilküste 1855 ein neugotisches Schloss erbauen, das im Stil des Historismus mit Zinnen, Turm und Türmchen geschmückt war. Das Schloss brannte Ende des 19. Jahrhunderts nieder und wurde nicht wieder aufgebaut.

## Verweise
- Eintrag auf polska-org.pl